# Ehrendivision 1932/33
Die Ehrendivision 1932/33 war die 23. Spielzeit der höchsten luxemburgischen Fußballliga.
Titelverteidiger Red Boys Differdingen wurde zum fünften Mal Meister. Bis auf das 1:1 bei The National Schifflange gewann die Mannschaft alle Saisonspiele und sicherte sich den Titel mit elf Punkten Vorsprung.

## Abschlusstabelle
| Pl. | Verein                    | Sp. | S  | U | N  | Tore    | Quote | Punkte |
| --- | ------------------------- | --- | -- | - | -- | ------- | ----- | ------ |
| 1.  | Red Boys Differdingen (M) | 14  | 13 | 1 | 0  | 061:800 | 7,63  | 27:10  |
| 2.  | Spora Luxemburg (P)       | 14  | 7  | 2 | 5  | 037:340 | 1,09  | 16:12  |
| 3.  | Progrès Niederkorn        | 14  | 7  | 1 | 6  | 020:230 | 0,87  | 15:13  |
| 4.  | The National Schifflingen | 14  | 5  | 3 | 6  | 023:190 | 1,21  | 13:15  |
| 5.  | CS Fola Esch              | 14  | 6  | 1 | 7  | 024:360 | 0,67  | 13:15  |
| 6.  | Union Luxemburg           | 14  | 5  | 2 | 7  | 028:270 | 1,04  | 12:16  |
| 7.  | Stade Düdelingen (N)      | 14  | 4  | 3 | 7  | 018:370 | 0,49  | 11:17  |
| 8.  | Red Black Pfaffenthal (N) | 14  | 1  | 3 | 10 | 011:380 | 0,29  | 05:23  |

| (M) | amtierender Meister             |
| (P) | amtierender Pokalsieger         |
| (N) | Neuaufsteiger aus der Promotion |

### Kreuztabelle
| 1932/33                   | Red Boys Differdingen | Spora Luxemburg | Progrès Niederkorn | TNS | Fola Esch | Union Luxemburg | Stade Düdelingen | RBP |
| ------------------------- | --------------------- | --------------- | ------------------ | --- | --------- | --------------- | ---------------- | --- |
| Red Boys Differdingen     |                       | 3:1             | 1:0                | 2:0 | 4:0       | 3:1             | 12:0             | 6:1 |
| Spora Luxemburg           | 0:9                   |                 | 1:3                | 2:0 | 7:3       | 3:3             | 2:2              | 7:1 |
| Progrès Niederkorn        | 0:2                   | 1:5             |                    | 0:1 | 5:0       | 1:0             | 0:0              | 2:1 |
| The National Schifflingen | 1:1                   | 1:2             | 6:0                |     | 1:2       | 5:2             | 2:3              | 3:1 |
| CS Fola Esch              | 2:7                   | 1:3             | 4:0                | 1:1 |           | 3:1             | 2:0              | 2:0 |
| Union Luxemburg           | 1:3                   | 5:2             | 2:3                | 2:0 | 4:0       |                 | 3:1              | 0:0 |
| Stade Düdelingen          | 1:4                   | 2:0             | 0:2                | 0:1 | 3:1       | 3:2             |                  | 1:1 |
| Red Black Pfaffenthal     | 0:4                   | 0:2             | 0:3                | 1:1 | 0:3       | 0:2             | 5:2              |     |